# Comuna de Drwinia
Drwinia (polaco: Gmina Drwinia) é uma gminy (comuna) na Polónia, na voivodia de Pequena Polónia e no condado de Bocheński. A sede do condado é a cidade de Drwinia.
De acordo com os censos de 2004, a comuna tem 6282 habitantes, com uma densidade 57,7 hab/km².

## Área
Estende-se por uma área de 108,81 km², incluindo:
- área agricola: 46%
- área florestal: 44%

## Demografia
Dados de 30 de Junho 2004:
|                      | Total   | Total | Mulheres | Mulheres | Homens  | Homens |
| -------------------- | ------- | ----- | -------- | -------- | ------- | ------ |
|                      | pessoas | %     | pessoas  | %        | pessoas | %      |
| População            | 6282    | 100   | 3166     | 50,4     | 3116    | 49,6   |
| Densidade (pop./km²) | 57,7    | 100   | 29,1     | 29,1     | 28,6    | 28,6   |

De acordo com dados de 2002, o rendimento médio per capita ascendia a 1405,58 zł.

## Subdivisões
- Bieńkowice, Drwinia, Dziewin, Gawłówek, Grobla, Ispina, Mikluszowice, Niedary, Świniary, Trawniki, Wola Drwińska, Wyżyce, Zielona.

## Comunas vizinhas
- Bochnia, Igołomia-Wawrzeńczyce, Kłaj, Koszyce, Niepołomice, Nowe Brzesko, Szczurowa